# Zalavég
Zalavég is een plaats (község) en gemeente in het Hongaarse comitaat Zala. Zalavég telt 430 inwoners (2001).